# Chuỗi nhà tù Úc, thế kỷ XVIII-XIX
Các địa điểm kết án tại Úc hay Chuỗi nhà tù Australia, thế kỷ 18-19 là tên gọi chung của những nhà tù được Vương quốc Anh xây dựng tại Sydney, Tasmania, Quần đảo Norfolk và Fremantle vào khoảng từ thế kỷ 18-19. Những nhà tù này được UNESCO công nhận là Di sản thế giới vào ngày 1 tháng 8 năm 2010. Khu vực được đưa vào danh sách này bao gồm 11 địa điểm trong rất nhiều các khu kết án trải rộng trên toàn lãnh thổ nước Úc. Trong khoảng thời gian gần 100 năm, có hàng trăm ngàn người trong đó có cả phụ nữ và trẻ em bị đem đến các khu kết án của Anh để phạt tù, cưỡng bức và bóc lột sức lao động để xây dựng thuộc địa tại đây . Các khu kết án thời thuộc địa Anh là ví dụ điển hình về sự tập trung và kết án quy mô của thực dân Anh nói riêng và các nước đế quốc phương Tây nói chung tại các nước thuộc địa.

## Các nhà tù
Các địa điểm thuộc chuỗi nhà tù này bao gồm 11 khu vực:
1. Nhà tù đảo Cockatoo, New South Wales[4]
2. Con đường lớn phía bắc, New South Wales[5]
3. Trại Hyde Park, New South Wales[6]
4. Tòa nhà Chính phủ Cũ, New South Wales[7]
5. Nhà tù Kingston và Vùng đất lịch sử ở Thung lũng Arthur, Đảo Norfolk[8]
6. Trại giam Phụ nữ Cascades, Tasmania[9]
7. Hai nhà tù Brickendor và Woolmers, Tasmania[10]
8. Địa điểm lịch sử Coal Mines, Tasmania[11]
9. Đồn quản chế Darlington, Tasmania[12]
10. Nhà tù Port Arthur, Tasmania[13]
11. Nhà tù Fremantle, Tây Úc[14]